# 保卫中国同盟总部旧址
保卫中国同盟总部旧址（重慶宋慶齡舊居）位于重庆市渝中区两路口新村5号，是宋庆龄于抗日战争期间在重庆生活与工作的居所，也是宋庆龄等创建的抗日组织保卫中国同盟中央委员会的旧址。1987年1月23日列為重慶市第二批市級文物保護單位初定名單。1992年3月19日列為重慶市第二批市級文物保護單位。2000年9月7日列為第一批重慶市文物保護單位。2013年3月5日公佈為第七批全國重點文物保護單位。
宋庆龄刚到重庆时本无住房，只好暂住在大姐宋霭龄家，但由于其一举一动都受到孔家人监视，行动自由难以保证。后在其弟弟宋子文的帮助下，住进了这幢德国风格的小洋楼。这座砖木结构的建筑始建于1937年，原为赴德留学生杨能深的住宅，国民政府迁都重庆后将该房征用。宋庆龄从1942年住至1945年抗日战争胜利返回上海。
现在是重庆市抗战重要文物遗址，重庆市爱国主义教育基地，全国统一战线传统教育基地。在宋庆龄旧居建立宋庆龄旧居陈列馆，1993年4月正式向游客开放。2012年11月起闭馆修缮。修缮后的宋庆龄旧居已于2013年7月通过重庆市文物局组织的专家验收，重新开放。
- 大门
- 全景
- 底层保卫中国同盟办公室
- 二层会议室
- 二层宋庆龄卧室
- 二层宋庆龄办公室